# Prasinocyma permagna
Prasinocyma permagna là một loài bướm đêm trong họ Geometridae.